# Acacia aphylla
Acacia aphylla — вид квіткових рослин з родини бобових, що зростає в Австралії: Західна Австралія. Вид зазвичай зустрічається у відкритих лісових угрупованнях, де панують Eucalyptus marginata та Eucalyptus calophylla, або в лісах, де панує Eucalyptus loxophleba. В основному він росте на піщаних, суглинних, глинистих або гравійних ґрунтах коричневого або жовтого кольору. Рослини здебільшого гинуть від пожежі, але популяції будуть відновлюватися з насіннєвого банку ґрунту. Це широко розгалужений кущ із сизими, гострозагостреними гілочками, квітками, розташованими в кулястих світло-золотистих головах, і шкірястими лінійними стручками.

## Морфологічний опис
Acacia aphylla — широкогіллястий, колючий, сизий, голий кущ, що досягає висоти 0.9–3 метри і не має ні листя, ні філодіїв. Квітки зібрані в кулясті голови по 20–30 штук, яскраві, світло-золотисті. Цвіте з серпня по жовтень. Шкірястий лінійний біб 30–90 × 3–4 мм, містить довгасте насіння завдовжки 4.0–4.5 мм.

## Використання
Він зустрічається в садівництві в Новому Південному Уельсі та Вікторії, де його іноді продають у розплідниках під назвою «Оленячий кущ».

## Загрози й охорона
Цей вид в основному росте на неглибоких ґрунтах, тому вразливий до тривалих літніх посух. Зі зміною клімату інтенсивність і частота теплових хвиль у Західній Австралії зростає, що також збільшує ймовірність погоди, сприятливої для пожеж.
Вид зустрічається в чотирьох заповідних територіях: національному парку Білу, національному парку Джона Форреста, заповіднику Мокін і природному заповіднику Варранін. Проте більш, ніж половина популяції зростає на незахищених територіях.